# Pierrelongue
 Pierrelongue  es una comuna y población de Francia, en la región de Ródano-Alpes, departamento de Drôme, en el distrito de Nyons y cantón de Buis-les-Baronnies.
Su población en el censo de 1999 era de 127 habitantes.
Está integrada en la Communauté de communes de Pays du Buis-les-Baronnies.

## Demografía
| 104 | 84 | 74 | 84 | 104 | 127 |
| Para los censos de 1962 a 1999 la población legal corresponde a la población sin duplicidades (Fuente: INSEE [Consultar]) |    |    |    |     |     |